# زوج دارلینگتون

زوج دارلینگتون

در الکترونیک، ترانزیستور دارلینگتون که اغلب زوج دارلینگتون(س.هوشیار) (به انگلیسی: Darlington pair) نامیده می‌شود یک ساختار ترکیبی است که شامل دو ترانزیستور دو قطبی (به صورت مجتمع یا قطعات مجزا) به‌هم‌متصل است. در این ترکیب، امیتر ترانزیستور اول به بیس ترانزیستور دوم وصل می‌شود. این ترکیب از دو ترانزیستور، که اولی به صورت اِمیتر-پیرو (کلکتور مشترک) به دومی وصل شده‌است، تشکیل می‌شود که ترانزیستور دوم، جریان تقویت‌شده از سوی ترانزیستور اول را باز هم تقویت می‌کند. بنابراین این پیکربندی، بهرهٔ جریان (β، hfe، hFE) بیشتری نسبت به دو ترانزیستور اصلی، به دست می‌دهد و در حالت مجتمع فضای کمتری از دو ترانزیستور جداگانه اشغال می‌کند. هم‌چنین این ترکیب مقاومت ورودی به مراتب بزرگتری از امیتر-پیرو یا کلکتور مشترک (با مقاومت ورودی زیر ۵۰۰ کیلو اهم)، بهره ولتاژ نزدیک‌تر به واحد و بهره جریان بسیار بزرگ‌تری دارد. مقاومت خروجی زوج دارلینگتون، ممکن است بزرگ‌تر یا کوچک‌تر از یک طبقه امیتر-پیرو باشد.
زوج دارلینگتون را مهندس آزمایشگاه‌های بل، سیدنی دارلینگتون در ۱۹۵۳ اختراع کرد.
یک ترکیب مشابه اما با دو نوع مختلف ترانزیستور (NPN و PNP) زوج زیکلای نام دارد که گاهی، مکمل دارلینگتون نیز نامیده می‌شود.

## اشکال
اشکال عمده زوج دارلینگتون این است که ترانزیستور دوم، جریان نشتی ترانزیستور اول را تقویت می‌کند، به طوری که استفاده بیش از دو ترانزیستور در ترکیب دارلینگتون، در عمل بی‌فایده می‌شود.
برای کم کردن اثر این مشکل یک مقاومت بین پایه امیتر ترانزیستور اول و امیتر ترانزیستور دوم قرار میدهند. این عمل علاوه بر کشیدن جریان از ترانزیستور اول از اشباع ترانزیستورها جلوگیری میکند بعلاوه برای مواقعی که عملکرد سریع ترانزیستور مد نظر است باعث می شود که خازن داخلی ناشی از عملکرد ترانزیستور سریعتر تخلیه شود.

## عملکرد (روابط)
یک زوج دارلینگتون مانند یک ترانزیستور تکی با بهره جریان بالا رفتار می‌کند. (تقریباً در حدود حاصل ضرب بهره‌های دو ترانزیستور)
β ی یک زوج دارلینگتون از رابطه زیر بدست می‌آید.
{\displaystyle \beta _{\mathrm {Darlington} }=\beta _{1}\cdot \beta _{2}+\beta _{1}+\beta _{2}}
اگر β۱ و β۲ به اندازه کافی بزرگ باشند دو جمله آخر قابل حذف شدن هستند و رابطه به صورت زیر تخمین زده می‌شود.
{\displaystyle \beta _{\mathrm {Darlington} }\approx \beta _{1}\cdot \beta _{2}}
و
{\displaystyle Ib2=(\beta +1)Ib1\ }
{\displaystyle Io=(\beta +1)Ib2=(\beta +1)(\beta +1)Ib1\approx \beta ^{2}Ib1}
ولتاژ بیس - امیتر هم به صورت زیر محاسبه می‌شود.
{\displaystyle V_{BE}=V_{BE1}+V_{BE2}\approx 2V_{BE1}\!}
در تکنولوژی بر پایه سیلیکون، که ولتاژ بیس-امیتر برای روشن شدن هر ترانزیستور حدود ۰٫۶۵ ولت است، هنگامی که زوج در ناحیه فعال یا اشباع عمل می‌کند ولتاژ مورد نیاز زوج حدود ۱٫۳ ولت است.

## زوج دارلینگتون به صورت یک ترانزیستور
زوج دارلینگتون را می‌توان به صورت یک ترانزیستور با β بزرگ در مدارهای امیتر پیرو به کار برد. زوج‌های دارلینگتون با β حدود ۳۰۰۰۰ بر روی مدار مجتمع در دسترس هستند.
نمونه‌ای از این دست ترانزیستور MJ۱۰۰۰ است. MJ۱۰۰۰ یک ترانزیستور قدرت دارلینگتون با β حدود ۱۰۰۰، جریان‌دهی ۱۰ آمپر، ولتاژ کلکتور-امیتر حداکثر ۸۰ ولت است.

### نمونه‌های دیگر
- ۲N۶۳۸۲
- ۲N۶۳۸۳
- ۲N۶۳۸۴
- ۲N۶۳۸۵
- ۲N۶۳۸۶

## پیوند مرتبط
زوج زیکلای